# Untersulzbach
Untersulzbach är ett vattendrag i Österrike.   Det ligger i förbundslandet Salzburg, i den centrala delen av landet, 300 km väster om huvudstaden Wien.
Trakten runt Untersulzbach består i huvudsak av gräsmarker. Runt Untersulzbach är det ganska glesbefolkat, med 34 invånare per kvadratkilometer.